# Ausztrál levesteknős
Az ausztrál levesteknős (Natator depressus) a hüllők (Reptilia) osztályába a teknősök (Testudines) rendjébe és a tengeriteknős-félék (Cheloniidae) családjába tartozó  faj.

## Előfordulása
Indonézia, Pápua Új-Guinea és Ausztrália sekély vizeiben, öblökben, lagúnákban, korallzátonyok mentén él.

## Megjelenése
Páncélja lapos, ezért az angol neve Flatback sea turtle. Az ausztrál levesteknős egy közepes méretű tengeriteknős, testhossza 90–99 cm. Testtömege 73–90 kg körüli.

## Életmódja
Tápláléka puhatestűek (csigák, kagylók és tintahalak), valamit medúzákat, lágy korallokat, tengeri uborkákat, rákokat és más gerincteleneket fogyaszt.

## Szaporodása
A tojásaikat kizárólag Ausztrália északkeleti homokos partjain rakják le.  A hímek sose hagyják el a vizet, a nőstények is csak a tojásrakás idejére. A nőstény egyszerre 50 tojást rak, amiket elás és vissza kúszik a tengerbe. A tojásokból 47-58 nap múlva kelnek ki a kb. 43 gramm súlyú kisteknősök. A tojásokat és a frissen kikelt levesteknősöket számtalan veszély fenyegeti, mint például a dingók, a homoki varánuszok , vagy a betelepített rókák.